# 原田マハ
原田 マハ（はらだ まは、女性、1962年〈昭和37年〉7月14日 - ）は、日本の小説家、キュレーター、カルチャー・エッセイスト。東京都小平市生まれ。小学6年生から高校卒業まで岡山県岡山市育ち。岡山市立三門小学校、岡山市立石井中学校、山陽女子高等学校、関西学院大学文学部日本文学科、早稲田大学第二文学部美術専修卒業。馬里邑美術館、伊藤忠商事、森ビル森美術館設立準備室、ニューヨーク近代美術館に勤務後、2002年にフリーのキュレーターとして独立。
ペンネームはフランシスコ・ゴヤの「着衣のマハ」「裸のマハ」に由来する。兄は、同じく小説家の原田宗典で、兄から読書傾向の影響を受けた。

## 来歴・人物
2003年にカルチャーライターとして執筆活動を開始し、2005年には共著で『ソウルジョブ』上梓。そして同年、『カフーを待ちわびて』で第1回日本ラブストーリー大賞を受賞、特典として映画化される。mahaの名でケータイ小説も執筆する。キュレーターの経歴とも相まって、美術を題材とした作品が多い。
2022年7月、原田が発起人のひとりとなり、食のセレクトショップ「YOLOs（よろず）」を京都市中京区にオープン。実店舗開店に先立ち、7月1日からnoteにて食に関するエッセイ『やっぱりあれ食べよう。』連載開始。

## 文学賞受賞・候補歴
- 2005年 - 『カフーを待ちわびて』で第1回日本ラブストーリー大賞を受賞[4]。
- 2012年 - 『楽園のカンヴァス』で第25回山本周五郎賞を受賞[5]、第147回直木賞候補[6]、第10回本屋大賞第3位[7]。
- 2012年 - 『キネマの神様』で第8回酒飲み書店員大賞を受賞[8]。
- 2013年 - 『ジヴェルニーの食卓』で第149回直木賞候補[9]。
- 2016年 - 『暗幕のゲルニカ』で第155回直木賞候補[10]。『生きるぼくら』で第2回徳間文庫大賞を受賞[11]。
- 2017年 - 『リーチ先生』で第36回新田次郎文学賞を受賞[12]。
- 2018年 - 『異邦人』で第6回京都本大賞を受賞[13]。
- 2019年 - 『美しき愚かものたちのタブロー』で第161回直木賞候補[14]。
- 2024年 - 『板上に咲く』で第52回泉鏡花文学賞を受賞[15]。

## 作品

### 小説
- 『カフーを待ちわびて』（2006年 宝島社 / 2008年 宝島社文庫）
- 『一分間だけ』（2007年 宝島社 / 2009年 宝島社文庫）
- 『普通じゃない。』（2007年 角川書店）
- 『ランウェイ☆ビート』（2008年 宝島社、新装版2011年 / 2010年 宝島社文庫）
- 『ナンバーナイン』（2008年 宝島社）
- 『ごめん』（2008年 講談社）
  - 改題『夏を喪くす』（2012年 講談社文庫）
- 『さいはての彼女』（2008年 角川書店 / 2013年 角川文庫）
- 『おいしい水』（2008年 岩波書店）
- 『キネマの神様』（2008年 文藝春秋 / 2011年 文春文庫）
- 『花々』（2009年 宝島社）
- 『ギフト』（2009年 イースト・プレス）
- 『翼をください』（2009年 毎日新聞社 / 2015年 角川文庫（上下）/ 2025年 毎日文庫）モデル：アメリア・イアハート
- 『インディペンデンス・デイ』（2010年 PHP研究所）
  - 改題『独立記念日』（2012年 PHP文芸文庫）
- 『星がひとつほしいとの祈り』（2010年 実業之日本社 / 2013年 実業之日本社文庫）
- 『本日は、お日柄もよく』（2010年、新版2024年 徳間書店 / 2013年 徳間文庫）
- 『風のマジム』（2010年 講談社 / 2014年 講談社文庫）モデル：金城祐子
- 『いと 運命の子犬』（2011年 文藝春秋）
- 『小説 星守る犬』（2011年 双葉社 / 2014年 双葉文庫）
- 『まぐだら屋のマリア』（2011年 幻冬舎 / 2014年 幻冬舎文庫）
- 『でーれーガールズ』（2011年 祥伝社 / 2014年 祥伝社文庫）
- 『永遠をさがしに』（2011年 河出書房新社 / 2016年 河出文庫）
- 『楽園のカンヴァス』（2012年 新潮社 / 2014年 新潮文庫）
- 『旅屋おかえり』（2012年 集英社 / 2014年 集英社文庫）
- 『花々』（2012年 宝島社）
- 『生きるぼくら』（2012年 徳間書店 / 2015年 徳間文庫）
- 『さいはての彼女』（2013年 角川書店）
- 『ジヴェルニーの食卓』（2013年 集英社 / 2015年 集英社文庫）モデル：クロード・モネ
- 『総理の夫』（2013年 実業之日本社 / 2016年 実業之日本社文庫）
- 『ユニコーン ジョルジュ・サンドの遺言』（2013年 NHK出版）
- 『翔ぶ少女』（2014年 ポプラ社 / 2016年 ポプラ文庫）
- 『太陽の棘』（2014年 文藝春秋 / 2016年 文春文庫）
- 『奇跡の人』（2014年 双葉社 / 2018年 双葉文庫）モデル：ヘレン・ケラー/アン・サリヴァン
- 『あなたは、誰かの大切な人』（2014年 講談社 / 2017年 講談社文庫）★短編集
- 『異邦人（いりびと）』（2015年 PHP研究所 / 2018年 PHP文芸文庫）
- 『モダン』（2015年 文藝春秋 / 2018年 文春文庫)
- 『ロマンシエ』（2015年 小学館 / 2019年 小学館文庫)
- 『暗幕のゲルニカ』（2016年 新潮社 / 2018年 新潮文庫）
- 『デトロイト美術館の奇跡』（2016年 新潮社 / 2020年 新潮文庫）
- 『リーチ先生』（2016年 集英社 / 2019年 集英社文庫）モデル：バーナード・リーチ
- 『サロメ』（2017年 文藝春秋 / 2020年 文春文庫）モデル：オーブリー・ビアズリー/オスカー・ワイルド
- 『アノニム』（2017年 角川書店 / 2020年 角川文庫）
- 『たゆたえども沈まず』（2017年 幻冬舎 / 2020年 幻冬舎文庫）モデル：フィンセント・ファン・ゴッホ
- 『スイート・ホーム』（2018年 ポプラ社 / 2022年 ポプラ文庫）
- 『常設展示室』（2018年 新潮社 / 2021年 新潮文庫）★短編集
- 『美しき愚かものたちのタブロー』（2019年 文藝春秋 / 2022年 文春文庫）モデル：松方幸次郎
- 『消えない星々との短い接触』（2019年 幻冬舎 / 2021年 幻冬舎文庫）★短編集
- 『風神雷神』（上下、2019年 PHP研究所 / 2022年 PHP文芸文庫）
- 『〈あの絵〉のまえで』（2020年 幻冬舎 / 2022年 幻冬舎文庫）★短編集
- 『キネマの神様　ディレクターズ・カット』（2021年 文藝春秋 / 2023年 文春文庫）
- 『リボルバー』（2021年 幻冬舎 / 2023年 幻冬舎文庫）
- 『丘の上の賢人　旅屋おかえり』（2021年 集英社文庫）
- 『黒い絵』（2023年 講談社）
- 『板上に咲く』（2024年 幻冬舎）、棟方志功の青年期

### ノンフィクション
- 『モネのあしあと　私の印象派鑑賞術』（2016年、幻冬舎新書 / 2021年、幻冬舎文庫）
- 『いちまいの絵　生きているうちに見るべき名画』（2017年、集英社新書）
- 『ゴッホのあしあと　日本に憧れ続けた画家の生涯』（2018年、幻冬舎新書 / 2020年、幻冬舎文庫）
- 『現代アートをたのしむ　人生を豊かに変える5つの扉』（2020年、祥伝社新書）、高橋瑞木共著
- 『妄想美術館』（2022年、SBクリエイティブ）
- 『CONTACT ART　原田マハの名画鑑賞術』（2022年、幻冬舎）
- 『FORTUNE BOOK 明日につながる120の言葉』（2024年、徳間書店）、格言集

### ルポルタージュ
- 『ソウルジョブ 女30歳・運命の仕事に出会う』（2005年、共著、角川書店）
- 『ラブコメ』（2012年 角川書店 / 2015年 角川文庫）、みづき水脈共著
- 『やっぱり食べに行こう。』（2018年、毎日新聞出版）
- 『フーテンのマハ』（2018年、集英社文庫）
- 『原田マハの印象派物語』（2019年、とんぼの本：新潮社）
- 『原田マハのポスト印象派物語』（2025年、とんぼの本：新潮社）

### アンソロジー
「」内が原田マハの作品
- 恋のかたち、愛のいろ（2008年2月、徳間書店）「ブルースマンに花束を」
- エール! 3（2013年10月、実業之日本社文庫）「ヴィーナスの誕生 La Nascita di Venere」
- 本をめぐる物語 一冊の扉（2014年2月、角川文庫）「砂に埋もれたル・コルビュジエ」
- 現代の小説2014（2014年6月、徳間文庫）「無用の人」
- 恋愛仮免中（2017年5月、文春文庫）「ドライビング・ミス・アンジー」
- 北のおくりもの 北海道アンソロジー（2023年5月、集英社文庫）「旅すれば 乳濃いし」

### 翻訳
- 愛のぬけがら　エドヴァルド・ムンク著（2022年、幻冬舎）

## メディア・ミックス

### 映画化
- カフーを待ちわびて（2009年2月28日公開、配給：エイベックス・エンタテインメント、監督：中井庸友、主演：玉山鉄二）
- ランウェイ☆ビート（2011年3月19日公開、配給：松竹、監督：大谷健太郎、主演：瀬戸康史）
- 一分間だけ（台湾・日本合作、2014年5月31日日本公開、配給：ティ・ジョイ、監督：チェン・フイリン、主演：チャン・チュンニン）
- でーれーガールズ（2015年2月21日公開、監督：大九明子、主演：優希美青）
- キネマの神様（2021年8月6日公開、監督：山田洋次、主演：沢田研二・菅田将暉）
- 総理の夫（2021年9月23日公開、監督：河合勇人、主演：田中圭・中谷美紀）
- 風のマジム（2025年夏公開予定、監督：芳賀薫、主演：伊藤沙莉）[16]
- 無用の人（2026年公開予定、監督：原田マハ）[17]

### ドラマ化
- 本日は、お日柄もよく（2017年1月14日 - 2月4日、WOWOW「連続ドラマW」枠、全4話、監督：佐々部清、主演：比嘉愛未）
- いりびと-異邦人-（2021年11月28日 - 12月26日、WOWOW「連続ドラマW」枠、全5話、監督：萩原健太郎、主演：高畑充希）
- 旅屋おかえり（NHK BSプレミアム「特集ドラマ」、主演：安藤サクラ）
  - 「秋田・愛媛、高知編」（2022年1月25日 - 28日、全4話）
  - 「長野・兵庫編」（2023年1月30日 - 2月2日、全4話）
- まぐだら屋のマリア（2025年3月29日、NHK BSプレミアム4K「特集ドラマ」、全2話、監督：長崎俊一、主演：尾野真千子・藤原季節）

### 漫画化
- アイのリラ〜一分間だけ（画：みづき水脈、全2巻）

### 舞台化
- リボルバー〜誰が【ゴッホ】を撃ち抜いたんだ？〜（2021年7月10日 - 8月1日、PARCO劇場 / 8月6日 - 15日東大阪市文化創造館 Dream House 大ホール、演出：行定勲）- 出演：安田章大、池内博之、大鶴佐助、北乃きい 他

## その他

### テレビ出演
- CONTACT ART〜原田マハと名画を訪ねて〜（2020年、WOWOW）
  - CONTACT ART〜原田マハと名画を訪ねて〜 シーズン2（2021年、WOWOW）
- 日曜美術館「マティス 幸せの色彩」（2023年6月18日、NHK Eテレ）[18]
- 日曜美術館「モネ 睡蓮にひたる」（2024年11月24日、NHK Eテレ）[19]